# Lage-Skalen-Familie
In der Statistik ist eine Lage-Skalen-Familie bzw. Lage- und Skalenfamilie eine Familie von Wahrscheinlichkeitsverteilungen parametrisiert durch einen Lageparameter und einen nichtnegativen Skalenparameter.

## Definition
Sei {\displaystyle Z} eine reelle Zufallsvariable mit Verteilungsfunktion {\displaystyle F_{Z}}, und für {\displaystyle \mu \in \mathbb {R} } und {\displaystyle \sigma >0} sei
{\displaystyle X=\mu +\sigma Z}.
Die auf diese Art entstehende Familie von Verteilungen heißt eine von {\displaystyle Z} induzierte Lage-Skalen-Familie mit Lageparameter {\displaystyle \mu } und Skalenparameter {\displaystyle \sigma }. Für {\displaystyle \mu =0} spricht man von einer (reinen) Skalenfamilie. Für {\displaystyle \sigma =1} spricht man von einer Lagefamilie mit dem Lageparameter {\displaystyle \mu }.

## Eigenschaften

### Zusammenhang zwischen den Verteilungsfunktionen
Die Verteilungsfunktion {\displaystyle F_{X}} der Zufallsvariablen {\displaystyle X} kann durch die Verteilungsfunktion  {\displaystyle F_{Z}} der Zufallsvariablen {\displaystyle X} ausgedrückt werden. Es gilt
{\displaystyle F_{X}(t)=F_{Z}\left({\frac {t-\mu }{\sigma }}\right)\quad {\text{für alle }}t\in \mathbb {R} \;,}
da
{\displaystyle F_{X}(t)=P(X\leq t)=P(\mu +\sigma Z\leq t)=P\left(Z\leq {\frac {t-\mu }{\sigma }}\right)=F_{Z}\left({\frac {t-\mu }{\sigma }}\right)\;.}
Die durch {\displaystyle F_{Z}} erzeugte Lage-Skalen-Familie mit dem Lageparameter {\displaystyle \mu } und dem Skalenparamater {\displaystyle \sigma >0} kann damit durch die zweiparametrige Menge von Verteilungsfunktionen 
{\displaystyle \left\{\left.F_{\mu ,\sigma }(\cdot )=F_{Z}\left({\frac {\cdot -\mu }{\sigma }}\right)\right|\mu \in \mathbb {R} ,\sigma >0\right\}\;.}
charakterisiert werden.

### Zusammenhang zwischen den Quantilfunktionen
Ist {\displaystyle F_{Z}} auf {\displaystyle \{x\in \mathbb {R} :F_{Z}(x)\in (0,1)\}} stetig und streng monoton, dann ist auch die Verteilungsfunktion {\displaystyle F_{X}} von {\displaystyle X} auf {\displaystyle \{x\in \mathbb {R} :F_{X}(x)\in (0,1)\}} stetig und streng monoton und es gilt:
{\displaystyle F_{X}^{-1}(u)=\mu +\sigma F_{Z}^{-1}(u),\;u\in (0,1)}.
Im Fall einer reinen Skalenfamilie gilt
{\displaystyle F_{X}^{-1}(u)=\sigma F_{Z}^{-1}(u),\;u\in (0,1)}.

## Beispiele
- Die Normalverteilungen {\displaystyle \mathrm {N} (\mu ,\sigma ^{2})} bilden eine Lage-Skalen-Familie mit dem Lageparameter {\displaystyle \mu \in \mathbb {R} } und dem Skalenparamater {\displaystyle \sigma >0}. Die zugehörige Menge der Verteilungsfunktionen ist

{\displaystyle \left\{\left.\Phi _{\mu ,\sigma }(\cdot )=\Phi \left({\frac {\cdot -\mu }{\sigma }}\right)\right|\mu \in \mathbb {R} ,\sigma >0\right\}},
wobei {\displaystyle \Phi } die Verteilungsfunktion der Standardnormalverteilung bezeichnet. Dabei ist {\displaystyle \mu } zugleich der Erwartungswert und {\displaystyle \sigma }  ist zugleich die Standardabweichung von {\displaystyle X\sim \mathrm {N} (\mu ,\sigma ^{2})}.
- Die Exponentialverteilungen {\displaystyle \mathrm {Exp} (\lambda )} mit den Verteilungsfunktionen

{\displaystyle F_{\lambda }(x)={\begin{cases}1-\mathrm {e} ^{-\lambda x}&{\text{für }}x>0,\\0&{\text{für }}x\leq 0\end{cases}}}
für {\displaystyle \lambda >0} bilden eine Skalen-Familie mit dem Skalenparameter {\displaystyle \sigma =1/\lambda }. Dabei ist {\displaystyle \sigma } zugleich die Standardabweichung von {\displaystyle X\sim \mathrm {Exp} (\lambda )}.
- Aus der Standard-Cauchyverteilung {\displaystyle \mathrm {C} (0,1)} mit der Verteilungsfunktion

{\displaystyle F(x)={\frac {1}{2}}+{\frac {1}{\pi }}\arctan(x)\quad {\text{für }}x\in \mathbb {R} }.
kann die Lage-Skalen-Familie {\displaystyle \{C(\mu ,\sigma )\mid \mu \in \mathbb {R} ,\sigma >0\}} gebildet werden, indem ausgehend von {\displaystyle Z\sim \mathrm {C} (0,1)} die Verteilungen von {\displaystyle \mu +\sigma Z} für {\displaystyle \mu \in \mathbb {R} } und {\displaystyle \sigma >0} gebildet werden. Die Verteilungsfunktion von {\displaystyle \mu +\sigma Z} ist 
{\displaystyle F_{\mu ,\sigma }(x)={\frac {1}{2}}+{\frac {1}{\pi }}\arctan \left({\frac {x-\mu }{\sigma }}\right)}.
Für die Cauchyverteilungen sind weder Erwartungswert noch Varianz definiert, so dass der Lageparameter {\displaystyle \mu } und der Skalenparameter {\displaystyle \sigma } bei dieser Lage-Skalen-Familie nicht als Erwartungswert und Standardabweichung interpretiert werden dürfen.